# Birgitta Nyblom
Birgitta Elisabet Filipsdotter Nyblom, ogift Marmolin, född 6 juli 1921 i Kungsholms församling, Stockholm, död 23 april 1989 i Västerleds församling i Stockholm, var en svensk journalist.
Nyblom avlade socionomexamen i Stockholm 1947 och blev filosofie kandidat 1951. Hon var under många år från 1948 verksam som journalist vid Dagens Nyheter. Hon använde signaturen Malice.
Nyblom var dotter till bankdirektören Filip Marmolin och Elisabet, ogift Fredriksson. Mellan 1958 och 1964 var hon gift med journalisten Kåre Nyblom (1928–2022). Birgitta Nyblom är begravd på Borgholms kyrkogård på Öland.